# かおれ渓谷

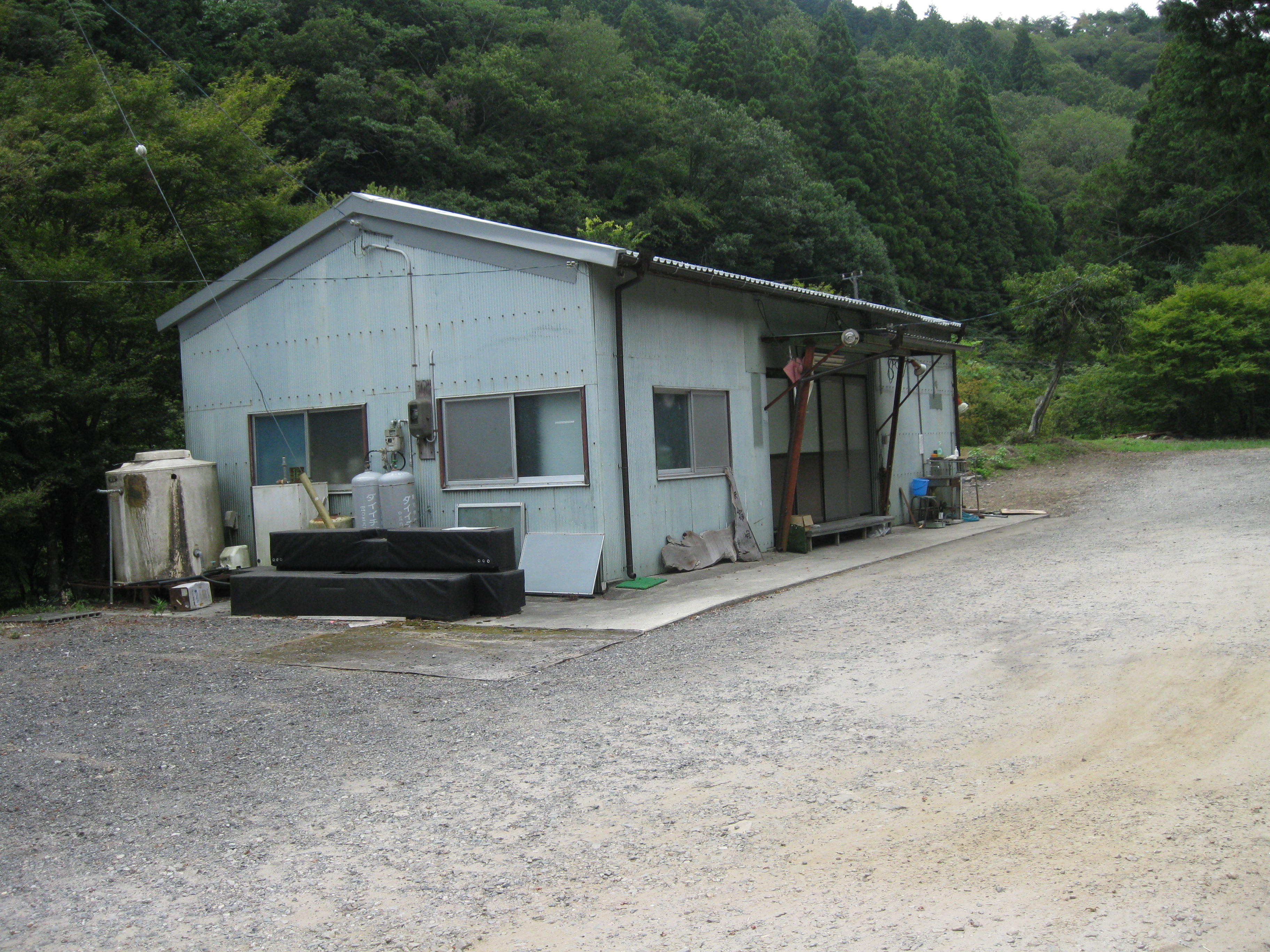
日近太鼓の太鼓小屋

かおれ渓谷（かおれけいこく）は、愛知県岡崎市額田地区北部のかおれ街道（県道35号）沿いにある河川公園である。

## 概要
岡崎観光きらり百選にも選定されている。隣には日近太鼓の敷居があり、年数回行われる太鼓フェスティバルの際には、かおれ渓谷も賑わう。秋は紅葉で彩られる。